# Картаев, Филипп Сергеевич
Филипп Сергеевич Картаев (род. 14 июня 1983) — российский экономист, заведующий кафедрой микро- и макроэкономического анализа экономического факультета МГУ, доктор экономических наук, автор учебных пособий по эконометрике и микроэкономике.

## Биография
Филипп Сергеевич родился 14 июня 1983 года. Окончил гимназию № 1515 в 2000 году.
Получил степень бакалавра в 2004 году, степень магистра в 2006 году на экономическом факультете МГУ. Защитив кандидатскую диссертацию на тему «Моделирование влияния валютного курса рубля на динамику ВВП», стал кандидатом экономических наук в 2009 году. Был удостоен звания доцента по специальности № 08.00.13 Математические и инструментальные методы экономики 2 ноября 2016 года. Успешно защитив докторскую диссертацию на тему «Моделирование влияния выбора целевого ориентира монетарной политики на экономический рост», стал доктором экономических наук в 2017 году.
В 2019—2022 годах заведующий кафедрой «Математических методов анализа экономики» экономического факультета МГУ. С 2023 заведующий кафедрой микро- и макроэкономического анализа.
Является членом редколлегии журнала «Вестник Московского университета. Серия 6: Экономика» с 11 января 2014 года. Соредактор научного журнала Банка России «Деньги и кредит».
На текущий момент имеет количество цитирований статей в журналах по данным Web of Science — 6, Scopus — 3.

## Научные конференции
Филипп Сергеевич был докладчиком на различных международных конференциях, а также принимал участие в программных комитетах научных конференций:
- был членом программного комитета «Семинара для учителей общеобразовательных школ по экономике» от 21 апреля 2013 года на экономическом факультете МГУ;
- был председателем программного комитета «Немчиновские чтения, организуемые кафедрой ММАЭ экономического факультета МГУ совместно с ЦЭМИ РАН» от 7 декабря 2017 года;
- был членом программного комитета «II Ежегодной научной конференции консорциума журналов экономического факультета МГУ имени М. В. Ломоносова» от 11 октября 2018 года.

Являлся приглашённым докладчиком на «Российский экономический конгресс—2016» с докладом «Эконометрическая оценка воздействия инфляционного таргетирования на долгосрочную динамику ВВП».